# Koronacyjne
Koronacyjne – podatek płacony przez miasta królewskie i kościelne oraz osobno przez Żydów z okazji koronacji króla lub królowej. Od czasu rozdziału skarbów w 1590 jego suma przypadała skarbowi królewskiemu.